# Avenida Francisco Solano López
Avenida Francisco Solano López, es el nombre que recibe una arteria vial localizada al este de Caracas y que atraviesa el Municipio Libertador y el Municipio Chacao del Distrito Metropolitano de la Gran Caracas. Esta avenida también es llamada Solano López o simplemente "La Solano". La Avenida Francisco Solano López es parte del distrito financiero, comercial, cultural y turístico de Sabana Grande. La Avenida Solano reemplazó a la antigua Avenida de la Iglesia. No se tiene claro por qué la Avenida lleva el nombre del héroe militar paraguayo Francisco Solano López y sigue siendo tema de investigación académica. En líneas generales, las edificaciones del distrito tienen rasgos de los siguientes movimientos: neocolonial, Bauhaus, internacional, neoclásico, Art-deco y rústico, aunque importantes quintas han sido demolidas. La mayoría de las urbanismos ubicados en los alrededores de la avenida son de clase media. En esta avenida fue firmado el Pacto de Puntofijo, en la residencia de Rafael Caldera. Esta quinta estuvo ubicada al frente del terreno que hoy ocupa el restaurante Urrutia de Sabana Grande. Esta avenida fue parte del mito de la República del Este y el Triángulo de las Bermudas.

## Descripción
Se trata de una vía que empieza a la altura de la Avenida Las Acacias y termina en las adyacencias de la Avenida Principal de la urbanización El Bosque, Municipio Chacao. Esta importante arteria vial está vinculada a Avenida Casanova, Avenida Libertador, Avenida Santos Erminy, Avenida 2 de las Delicias, Avenida 3 de Las Delicias, Calle La Iglesia, Calle San Gerónimo, Calle Los Mangos, Avenida Los Manguitos, Calle El Cristo, Calle Los Apamates, Calle Negrín, Calle Las Flores, Calle Paraíso, Calle San Antonio, entre muchas otras. La Avenida Francisco Solano une las siguientes urbanizaciones: Sabana Grande, San Antonio de Sabana Grande, Las Delicias de Sabana Grande y El Bosque. En el límite de los Municipios Libertador y Chacao, pasa por la pequeña comunidad popular obrera Hoyo de Las Delicias, que apenas tiene una calle.
La dirección del tránsito en esta avenida es de un solo sentido este-oeste.

## Historia
La Quinta Puntofijo estuvo ubicada en la Avenida Francisco Solano López, muy cerca del famoso restaurante Urrutia, para las élites venezolanas. En este lugar, se firmó el Pacto de Puntofijo. Esta quinta era propiedad del expresidente venezolano Rafael Caldera y luego fue vendida. En su lugar, hoy en día existe un edificio que lleva el nombre de "Punto Fijo", aunque la casa se llamó Puntofijo. La mesa y las sillas en las cuales se firmó el Pacto de Puntofijo han sobrevivido el paso del tiempo y por mucho tiempo estuvieron resguardadas en el colegio Nuestra Señora de Guadalupe. Recientemente, la mesa y las sillas fueron mudadas a una biblioteca caraqueña.

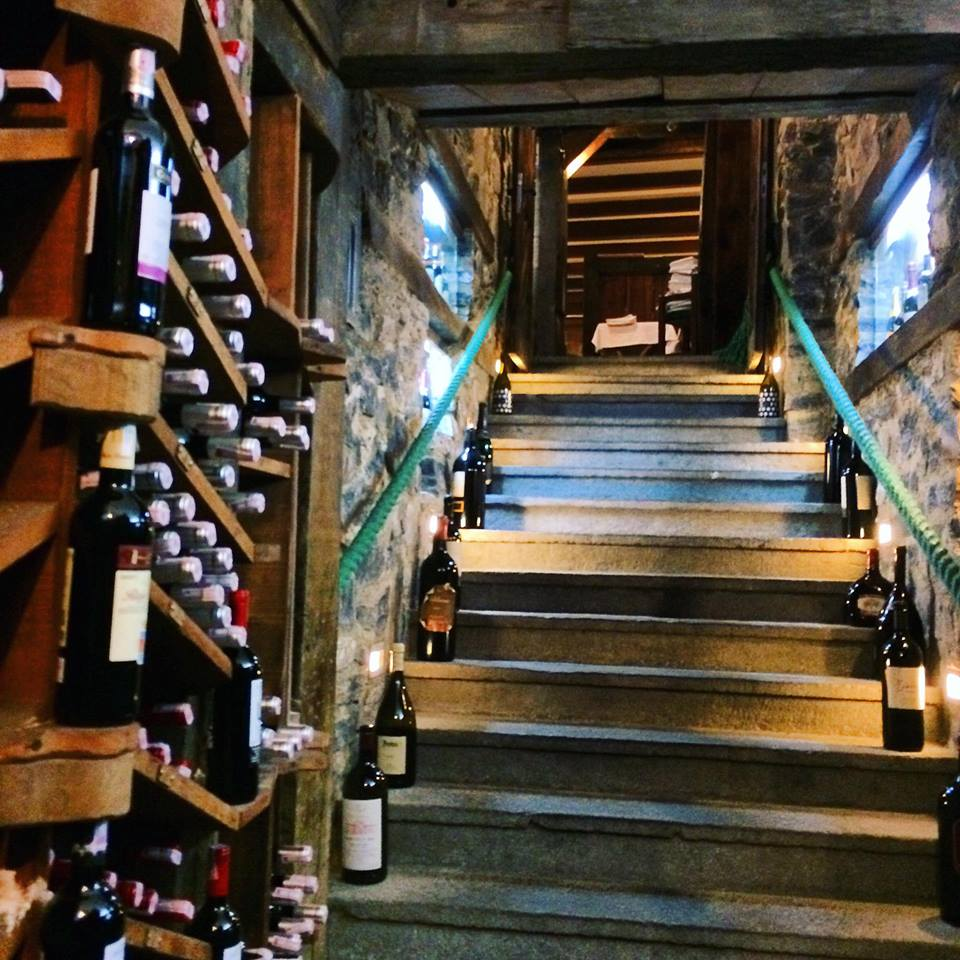
Los vinos de los famosos restaurantes de la Avenida Francisco Solano López

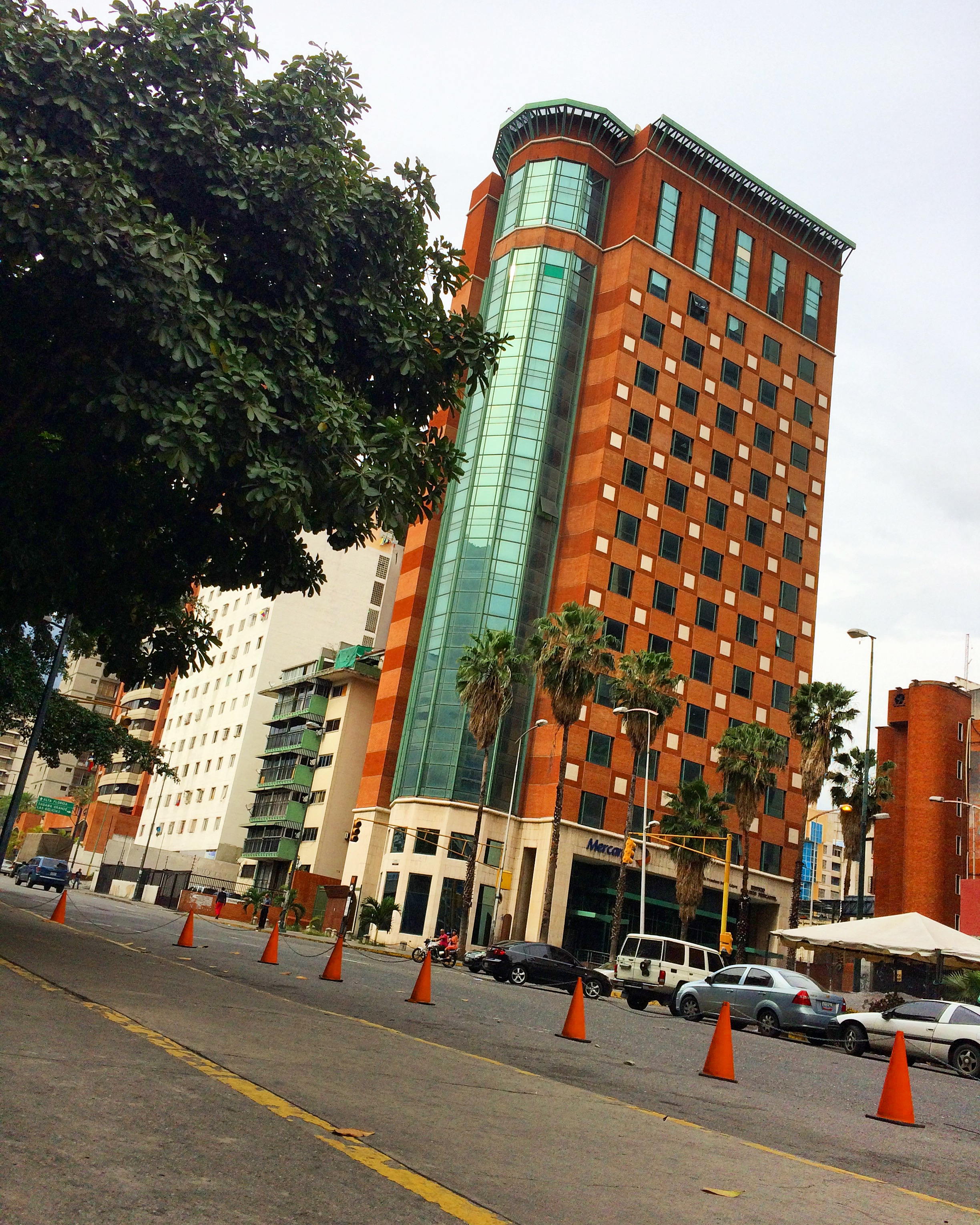
Edificio Seguros Mercantil en la Avenida Francisco Solano López

Esta avenida es famosa por sus restaurantes, edificios de oficinas y centros residenciales. La Avenida Francisco Solano es sede de restaurantes italianos, españoles, portugueses y orientales (chinos, libaneses, sirios y otros) muy famosos, como La Huerta, Urrutia, Caserio, Da Guido, El Rugantino, Mandarin House, San Martino, Franco, El Lagar y muchos más; así como comercios y librerías que evocan los mejores y más interesantes episodios de la historia política, social y cultural de Venezuela. Por mucho tiempo, ha sido una de las principales paradas culinarias de Caracas. La vida nocturna también es importante en el sector y tiene como principal target a la comunidad bohemia. Moulin Rouge es uno de los locales nocturnos más importantes de Caracas y se mantiene a pesar de la crisis económica que Venezuela ha vivido desde el año 2014. Aunque originalmente fue pensado como un local nocturno de vedettes extranjeros, hoy en día es un espacio bohemio y underground. Los juegos BDSM son comunes en el Moulin Rouge Caracas, que tiene dos salas: uno para los amantes del rock y otra para los que bailan salsa y merengue.
La zona tuvo especial auge después de la construcción del bulevar de Sabana Grande en 1983, ya que una buena parte de los intelectuales, artistas y poetas de la zona migraron hacia esta avenida. El bulevar hizo que la zona se volviera mucho más comercial y los intelectuales buscaron intimidad en la Avenida Francisco Solano, justo arriba del bulevar. Hasta entonces, la Avenida Francisco Solano era una zona básicamente residencial. Por mucho tiempo, se ha dicho que el bulevar es comercial, la Solano de tascas y restaurantes y la Casanova de la mala vida. Con "la mala vida" se han referido a la prostitución, aunque desde hace años la dinámica de la Casanova cambió a raíz de la construcción del Hotel Gran Meliá Caracas y el Centro Comercial El Recreo. Las prostitutas migraron a la Avenida Libertador.

## Edificaciones importantes
En esta importante avenida caraqueña se encuentra el Centro Residencial Solano de Francisco Pimentel, Oscar Capiello y Bernardo Borges (construido en 1998) y que ganó el Premio Bienal a la Arquitectura. La obra Centro Residencial Solano ha sido comparada con desarrollos urbanísticos internacionales de ciudades como Bogotá, Panamá y Barcelona. También destacan la Torre Seguros Banco Mercantil, la Torre Buenaventura, VIDAMED Centro Quirúrgico, Centro Solano Plaza, Torre Oasis, FONTUR, Edificio Galerías Bolívar, la Torre Ofigarel, la Iglesia Inmaculada Concepción de El Recreo, el Centro Empresarial Sabana Grande, Residencias Sans Souci, la Quinta La Huerta, la Quinta Urrutia, Hotel Lincoln Suites (otrora cinco estrellas), SANITAS Caracas y un acceso a la prestigiosa clínica Santiago de León.

## Proyectos a futuro
La Avenida Francisco Solano López podría experimentar un proceso de rehabilitación en los próximos años, el cual se extendería a lo largo y ancho del sector. En la última rehabilitación de Sabana Grande, el tramo rehabilitado fue el de la Plaza La Iglesia, adyacente a la Iglesia La Inmaculada Concepción de El Recreo. Se propone construir nuevas edificaciones de carácter residencial y comercial para darle mayor vida a la zona. La avenida Francisco Solano requiere la incorporación de políticas desarrollo urbano que permitan, aprovechar todas las potencialidades que dispone y solventar el deterioro del mobiliario urbano del sector Se ha sugerido la realización de un estudio de paisajismo y arborización en la Avenida Francisco Solano López de Sabana Grande.